# Pedro Martínez Sánchez
Pedro Martínez Sánchez (Barcelona, 29 de juny del 1961), és un entrenador professional de bàsquet. La temporada 2016-2017 entrenà el primer equip del València Basket amb el qual es va proclamar campió de la lliga Endesa, per primera vegada en la història del club valencià, al guanyar el quart partit del playoff final davant el Real Madrid.

## Carrera esportiva
Va començar la seva carrera com entrenador l'any 1979 dirigint equips infantils de la ciutat de Barcelona, com el Col·legi Claret o el Col·legi Alpe. Es va vincular a les categories inferiors del Sant Josep de Badalona, on va arribar a dirigir l'equip a Segona Divisió. La temporada 1986-87 arriba al Club Joventut de Badalona, amb qui guanyaria el Campionat d'Espanya Júnior tres temporades seguides. La temporada 1989-90 arriba al primer equip ajudant a Herb Brown, a qui acabaria substituint en el mes de març, i proclamant-se campió de la Copa Korac amb l'equip badaloní
La temporada 1990-91 signa contracte amb el TDK Manresa, equip que dirigiria fins acabada la 93-94, quan tornaria al Joventut. Aquesta vegada hauria de marxar de Badalona en el mes de gener, en ser substituït per Miquel Nolis després de 22 jornades. Les dues temporades següents va entrenar el Baloncesto Salamanca i el Covirán Sierra Nevada, tots dos equips ACB. La 99-2000 dirigeix el Menorca Bàsquet a LEB, i en el mes de març de 2001 substitueix Sergio Valdeolmillos al capdavant del Ourense Baloncesto, de nou a l'ACB.
L'any 2001 torna a LEB per dirigir el Tenerife C.B.. La temporada següent no es mou de les Canàries però canvia d'illa i de categoria, passant a dirigir a l'Auna Gran Canaria a l'ACB, on s'hi estarà fins al 2005. La temporada 2005-06 fitxa com a entrenador del Tau Cerámica, però només dirigiria l'equip fins al mes de novembre, sent substituït per Velimir Perasovic. Abans de ser cessat va tenir temps de guanyar la Supercopa ACB. En el mes de gener d'aquella temporada és contractat per l'Adecco Estudiantes substituint Orenga, i estarà al capdavant de l'equip madrileny fins al mes de febrer de 2007. Va passar llavors a dirigir l'Akasvayu Girona, amb qui va ser subcampió de la Copa ULEB la temporada següent. En el mes de novembre de 2008 és contractat pel Cajasol fins a final de temporada.
La temporada 2009-10 torna al Gran Canaria, equip que dirigirà durant cinc temporades. En el mes d'agost de 2014 es va anunciar el seu fitxatge pel Bàsquet Manresa per a la temporada 2014-2015. Després d'aconseguir salvar la categoria amb la Bruixa d'Or de Manresa, va fitxar per dirigir el València Basket la temporada 2015-16. La segona temporada a València, la 2016-17, seria la millor temporada de la història del club, al proclamar-se subcampió de la Copa del Rei i de l'Eurocup, i campió per primera vegada en la història del club valencià de la lliga espanyola.
La temporada 2017-18 va ser contractat pel Kirolbet Baskonia en el mes d'octubre per cobrir la renúncia de Pablo Prigioni, amb qui va arribar a ser subcampió de lliga. La temporada 2018-19, amb el Baskonia, només va tenir temps de ser subcampió de la Supercopa Endesa, ja que va ser destituït en el mes de novembre. En el mes de març inicia la seva tercera etapa a l'Herbalife Gran Canaria, substituint a Víctor García. En acabar la temporada es converteix en l'entrenador del BAXI Manresa, en substitució de Joan Peñaroya.

### Selecció espanyola
L'estiu del 1993 va ser entrenador-ajudant de Lolo Sainz en la Selecció espanyola de bàsquet que participà en el Campionat d'Europa d'Alemanya. L'estiu següent dirigí la selecció espanyola sub-23 en el campionat europeu de Ljubljana, amb qui aconseguiria la medalla de bronze.

## Títols
- 1 Copa Korac (1989-90), amb el Joventut.
- 1 Lliga Endesa (2016-17), amb el València Basket.
- 1 Supercopa ACB (2005-06), amb el Saski Baskonia.
- 1 Lliga catalana de bàsquet masculina (2021), amb el Bàsquet Manresa.
- 3 Campionats d'Espanya júnior (1986-87, 1987-88 i 1988-89), amb el Joventut.
- 1 Copa Príncep d'Astúries (2001-02), amb el Tenerife Baloncesto.
- 1 Medalla de bronze en el Campionat d'Europa de Ljubljana-94, amb la selecció Espanyola Sub-23.

### Subcampionats
Ha sigut subcampió de l'Eurocup amb el València Bàsquet (2016-17), de la Copa ULEB amb l'Akasvayu Girona (2007-08), de la lliga espanyola amb el Baskonia (2017-18), de la Copa del Rei amb el València Bàsquet (2016-17) i de la Supercopa Endesa amb el Baskonia (2018-19).

### Altres guardons
- Millor entrenador de l'any 1993-94 per l'Associació Espanyola d'Entrenadors de Bàsquet (AEEB), amb el TDK Manresa.
- Millor entrenador de l'any 1993-94 per la revista "Gigantes del Superbasket", amb el TDK Manresa.
- Millor entrenador del mes d'abril (2008-09) per l'AEEB, amb el Cajasol.
- Millor entrenador del mes de maig (2013-14) per l'AEEB, amb l'Herbalife Gran Canaria.
- Millor entrenador del mes de novembre (2015-16) per l'AEEB, amb el València Bàsquet.
- Millor entrenador del mes de gener (2015-16) per l'AEEB, amb el València Bàsquet.
- Millor entrenador del mes de desembre (2015-16) per l'AEEB, amb el València Bàsquet.
- Millor entrenador de l'EuroCup (2016-17), amb el València Bàsquet.
- Millor entrenador l'any (2016-17), "Memorial Antonio Díaz Miguel", per l'AEEB, amb el València Bàsquet.
- Millor entrenador del mes de novembre (2017-18) per l'AEEB, amb el Baskonia.
- Millor entrenador del mes de febrer (2017-18) per l'AEEB, amb el Baskonia.
- Millor entrenador del mes de març (2017-18) per l'AEEB, amb el Baskonia.
- Millor entrenador del mes de maig (2017-18) per l'AEEB, amb el Baskonia.